# SORA-Q
SORA-Q（ソラキュー）は、JAXA、タカラトミー、ソニーグループ、同志社大学が共同開発した超小型の変形型月面ロボット。月着陸実証機SLIMに搭載された同機の正式名称は変形型月面ロボット「LEV-2」（Lunar Excursion Vehicle 2、レブツー）であり、SORA-Qは愛称。また、タカラトミーはほぼ同じ形状のモデルを市販しており、その製品名はSORA-Qである。
LEV-2は2024年1月20日（日本時間）にSLIM・LEV-1と共に月面着陸し、自律制御により展開・駆動し月面でSLIM等を撮影、世界初の完全自律ロボットによる月面探査、世界最小・最軽量の月面探査ロボットとなった。

## 開発の経緯
タカラトミーは2007年に発売した「i-SOBOT」以降も継続してロボット開発をしていくことを考え、研究開発法人との共同開発を模索していた。
2015年、JAXAは産学官の共同研究を促すための枠組みとして宇宙探査イノベーションハブを設立し、その第1回の研究提案募集（RFP）に、年々大型化する探査車のトレンドを打破すべく「昆虫型ロボットの研究開発」がテーマの一つに挙げられた。タカラトミーはこれに提案し、2016年から1年間の研究で直径100mm・重量300gのロボットを開発、月面模擬環境で斜度10度の登坂に成功した。この成果にJAXAの担当者は「探査機に載せたいと思うほどすばらしい出来」と評価した。
元々の月面着陸計画では小型ロボット等を搭載する予定がなかったSLIMにおいて、2018年8月になって小型探査機を載せる余裕ができ、プロジェクト計画が変更されてLEV-1・LEV-2として搭載することが承認された。ただし、RFPの研究成果よりも小型な直径80mm以下という条件が付けられた。小型化が要求されたことによりオンボードコンピュータの見直しの必要性に迫られていたところ、タカラトミーの担当者がある展示会で2018年7月に発売されたばかりのソニーセミコンダクタソリューションズ製IoT向けマイコンボードSPRESENSEの展示ブースを見かけ、その場で協力を打診して2019年にはソニーグループも研究に加わることになった。2021年、同志社大学も共同開発に加わり、4者体制となった。
SORA-Qの開発に当たっては、組立式駆動玩具の「ゾイド」シリーズ（1983年〜）や変形ロボットの「トランスフォーマー」（1984年〜）、二足歩行ヒューマノイド型ロボット「Omnibot 17μ i-SOBOT」（2007年）などで培ったタカラトミーの玩具開発のノウハウが活かされているという。

## 月面探査ロボットとして

### 仕様
- 大きさ
  - 展開前：直径約80mmの球形[12]（野球のボールとほぼ同じサイズ）[13]
  - 展開後：幅123mm×高さ90mm×奥行136mm[14]
  - 質量：228g[14]
- 移動モード
  - バタフライ走法：左右の車輪の位相を同期させて回転する
  - クロール走行：左右の車輪の位相をずらして回転する
  - 最大登坂斜度：約30度[15][3]
- 搭載モジュール
  - プロセッサ：SPRESENSE（ソニー製）
  - カメラ：可視光カメラ（前・後）
  - センサ：IMU、車輪エンコーダ、温度計[14]
  - 通信規格：Bluetooth

放出前の形状を球体としたことで輸送容積を小さくし、月面に放出・落下した際の耐衝撃性を高め、落下姿勢を問わず移動動作に移行できるよう設計された。月面に着陸後は内部のバネによって展開し、外殻部分が左右に開いて車輪となり、後方にスタビライザーを伸ばし、中央からカメラが立ち上がる。車輪の回転軸は偏心しており、2種類の走行モードを駆使して月面の砂レゴリスの上を走行する計画である。走行の仕方は砂の上を這うハゼやウミガメの動きを参考にしたという。
前後に1つずつカメラを搭載しており、前方のカメラで着陸機や周囲の状況を確認し、後方のカメラで月面を走行してできた轍などを撮影する。撮影した画像はAIで判別し良質な画像を選択する。車輪やメインボディは軽量で強度の高いアルミ系素材、カメラの外装には樹脂素材が使用されている。太陽光発電モジュール等の発電機構を持たず、一次電池を使い切るまでのミッション実行時間は1-2時間程度となり、動作停止後はそのまま月面に残される。

### HAKUTO-R ミッション1
2021年5月27日、JAXAは研究を進める月面でのモビリティ「有人与圧ローバ」の実現に向けて、ispaceが2022年度に実施予定の民間月面探査プログラム「HAKUTO-R」に変形型月面ロボットを搭載して、月面でのデータ取得を行うことを決定したと発表した。JAXAではこのミッションを、「民間企業の月着陸ミッションを活用した月面でのデータ取得（Lunar surface data Acquisition Mission for Pressurized rover Exploration）」、略して「LAMPE（ランプ）」と呼称した。

#### 計画
月着陸船（ランダー）に放出機構を搭載し、月着陸船着陸後にSORA-Qが放出される。SORA-Qの移動方向・距離・カメラ動作を月着陸船の搭載カメラで撮影しながら地球にダウンリンクし、地球から月着陸船経由（放出機構に通信機設置）でSORA-Qにコマンドを送信して操作する。SORA-Qは撮影データ、IMU・エンコーダデータを月着陸船経由でダウンリンクする。移動等は遠隔操縦としたが、搭載カメラの画像による自律的な自己位置推定もミッションに含まれる。

#### 運用
2022年12月11日、ispaceのHAKUTO-R ミッション1の月着陸船を積んだスペースX社のファルコン9ロケットが、アメリカ・フロリダ州のケープカナベラル宇宙軍基地からの打ち上げに成功した。打ち上げから約45分後にロケットから月着陸船が分離されて所定の軌道へ投入された。その後はゆっくりと航行を続け、2023年4月に民間機として世界初の月面着陸を目指した。
2023年4月24日には、月面着陸後に計画されている探査に備えた訓練が行われた。26日未明、月着陸船が月面着陸を試みるも通信が着陸直前で途絶した。JAXAはispaceからの報告を受けてミッションの遂行を断念した。

### SLIM
2022年3月、同年度中にJAXAの小型月着陸実証機SLIMへ、LEV-2の名称で小型プローブとしてLEV-1と共に搭載され、月面でのデータ取得に利用されることが発表された。
LEV-2（SORA-Q）のミッションは、地球の6分の1という月面の低重力環境下での超小型ロボットの探査技術を実証することであるとし、その達成のためには、
1. 月面に到達すること
2. SLIMから分離して月面に着陸すること
3. 月面のレゴリス上を走行し動作ログを取得、保存すること
4. 着陸機周辺を撮影し、画像を保存すること
5. 撮影した画像データ、走行ログ、ステータスをSLIMとは独立した通信系で地上に送信すること

の5つのポイントがあるとしている。
SLIMに搭載されるLEV-1およびLEV-2（SORA-Q）は、地上やSLIMからの支援を受けず自律的に動作し、撮影した画像データはLEV-2からLEV-1へBluetooth通信で送信され、LEV-1から直接地球へ送られる。LEV-2の撮影した画像の送信はデータ量等の制約で多くても2枚か3枚が限度とされており、オンボードの画像処理によってSLIMの機体表面を覆う金色のMLI（断熱シート）の色を検出し、なおかつ周辺環境もフレーム内に収まる画像を選別するアルゴリズムが組み込まれた。

#### 運用
2023年9月7日、H2Aロケット47号機によりSLIMは相乗りのXRISMと共に打ち上げに成功、所定の軌道に投入された。SLIMは月スイングバイを経て12月25日にSLIMの月周回軌道への投入に成功し、2024年1月20日に月に着陸する見込みとなった。
2024年1月20日（日本時間）、SLIMは月面着陸の直前、高度5メートル付近で正常にLEV-1とLEV-2（SORA-Q）を放出した。LEV-2はリアカメラでSLIMの姿をとらえながら距離が約5mになるまで離れ、旋回してフロントカメラでSLIMの写真を複数枚を撮影、その中から見栄えのいい写真を自律的に選別してLEV-1に転送、LEV-1から地球に向けてデータが送信された。
1月25日、JAXAはSORA-Qが撮影した実写画像を公開、公開された画像には4-5メートルほど離れた位置から撮影された月面に着陸したSLIMの姿、月面の様子と宇宙の空、そしてSORA-Q自身の車輪が1枚に収められていた。この成果により、LEV-2（SORA-Q）およびLEV-1が日本初の月面探査ロボットとなり、世界初の完全自律ロボットによる月面探査と、世界初の複数ロボットによる同時月面探査を達成、またLEV-2（SORA-Q）は運用時点で世界最小・最軽量の月面探査ロボットとなった。

## 市販品として

### SORA-Q Flagship Model
2022年6月16日、タカラトミーは東京おもちゃショーでSORA-Qを初めて一般公開し、同じサイズで同じ動きをする玩具（発表時の商品名は「SORA-Q Product Model」）を発売予定であると発表した。2023年4月13日、タカラトミーは記者発表会でSORA-Qの1/1スケールモデル「SORA-Q Flagship Model」と、300台限定で漫画『宇宙兄弟』とのコラボモデル「SORA-Q Flagship Model-宇宙兄弟 EDITION-」を9月2日に発売すると発表。発表会には野口聡一、篠原ともえらが出席した。
同製品は1/1スケールモデルとしており、フライトモデル（動作検証モデル）とは基本的な移動動作の機構や大きさ等は同じだが、機能上・外観上の差異があり、USB充電式で重量も175gとフライトモデルより50g程度軽い。また、砂の上など屋外で使用しないよう注意喚起されている。操作にはスマートフォンアプリ（iOS、Android）を使用し、内蔵カメラを使用した月面ARモードや写真撮影、設定されたミッションの達成などが楽しめる。希望小売価格はFlagship Modelが税込み27,500円、スペシャルモデルが税込み33,000円。

### トミカプレミアム SORA-Q & SLIM
タカラトミーは2024年4月23日、大人向けミニカーブランド「トミカプレミアム」から「SORA-Q & SLIM」を発売すると発表した。事前申込による受注生産で、価格はセットで税込2,750円で、2025年1月20日の発売を予定している。SORA-Qは1/2.5スケール、SLIMは1/40スケールで、「JAXA LABEL DESIGN」付与商品となる。

## 名前の由来
SORA-Qの名称は2022年3月15日に発表された。SORAは宇宙を意味する「宙（そら）」から、Qは宇宙に対する「Question（問い）」「Quest（探求）」、「探求」の「求」、「球体」であること、横からのシルエットが「Q」に似ていることなどから名付けられた。

## 評価
- 2022年度グッドデザイン賞を受賞。ベスト100に選出された[16][47]。
- TIME誌による「THE BEST INVENTIONS OF 2023」の200の発明品のうちの1つに選出された[48]。
- 日本おもちゃ大賞2023でSORA-Q Flagship Modelがイノベイティブ特別賞を受賞した[49]。
- 2024年にLEV-1と共に第11回ロボット大賞の文部科学大臣賞を受賞した[50][51]。
- 2025年に第7回日本オープンイノベーション大賞で内閣総理大臣賞を受賞。産学官連携により宇宙関連技術・最先端IoT技術・玩具技術が融合し、月着陸ミッションへのミッションへ貢献や搭載した民生モジュールの信頼性アピール、玩具販売など地上ビジネスへの展開も評価された[52][53]。

## 一般公開
- 2022年
  - 6月16日、東京ビッグサイトで開催された東京おもちゃショーで一般向けに初めて公開された[15]。公開イベントには桝太一らが出席した[54]。展示されたSORA-Qは実際に月に行くフライトモデルではなく、開発で使われた動作検証モデルとなる[18]。また、同じサイズで同じ動きをするプロダクトモデル（商品名「SORA-Q Product Model」）をタカラトミーが発売する予定であることが発表された[18][37]。
  - 9月27日から10月10日まで九州佐賀国際空港の3階スペースパークで展示[55]。
  - 11月12日から27日まで岐阜県先端科学技術体験センター（サイエンスワールド）の「ミュージアムショップ理科ちゃん」で動作検証モデルを展示[56]。
  - 12月3日から2023年1月9日まで大阪市立科学館の展示場4階で開催されたミニ企画展「小型月着陸実証機『SLIM』展」で動作検証モデルを展示[57]。
- 2023年
  - 1月5日から21日まで宮崎科学技術館の1階展示室内で展示[58]。
  - 1月28日から5月8日まで岐阜かかみがはら航空宇宙博物館の企画展「ピンポイント・コンパクト・ SLIM　―日本、月へ。その先へ。―」で展示[59]。
  - 4月28日から6月25日までひらかたパークの「めっちゃ！ 昆虫展」で展示[60]。
  - 12月23日から2024年4月14日まで、葛飾区郷土と天文の博物館の3階天文展示室で動作検証モデルを展示[61]。
- 2024年
  - 1月2日から3月4日まで、高知県南国市にある海洋堂SpaceFactoryなんこくの2階企画展示室で開催の「身近に感じる宇宙展〜高知から月へ〜」で動作検証モデルを展示[62]。
- 2025年
  - 4月13日から10月13日（予定）まで、2025年日本国際博覧会（大阪・関西万博）で動作検証モデルを展示[63]。

### SORA-Q Thank You アンバサダー
タカラトミーはSORA-Q Flagship Modelを活用する博物館や学校などの団体を募集し、390体を提供すると発表した。活動内容は提供先によって異なり、アンバサダーの任期は2024年7月から2025年3月までとしている。